# JFA 第24回全日本U-18女子サッカー選手権大会
JFA 第24回全日本U-18女子サッカー選手権大会は、2021年1月3日から2021年1月7日にかけて開催された、JFA 全日本U-18女子サッカー選手権大会である。

## 参加チーム
| - 北海道（1） - 北海道リラ・コンサドーレ - 東北（1） - マイナビベガルタ仙台レディースユース - 関東（5） - 浦和レッドダイヤモンズレディースユース - ジェフユナイテッド市原・千葉レディースU-18 - 日テレ・東京ヴェルディメニーナ - 茨城フットボールアカデミー - ノジマステラ神奈川相模原ドゥーエ - 北信越（1） - アルビレックス新潟レディースU-18 | - 東海（1） - 伊賀FCくノ一三重サテライト - 関西（2） - INAC神戸レオンチーナ - セレッソ大阪堺ガールズ - 中国（2） - SolfioreFC - AICシーガル広島レディース - 四国（1） - 愛媛FCレディースMIKAN - 九州（2） - ANCLASノーヴァ - 大分トリニータレディース |

## 日程・結果

### 1回戦
| #1 | 2021年1月3日 11:00 |

| 浦和レッドダイヤモンズレディースユース | 2 - 0          | マイナビベガルタ仙台レディースユース |
| 丹野凜々香 28分 · 島田芽依 40+1分      | 公式記録 (PDF) |                                      |

| J-GREEN堺 S2 観客数: 80人 主審: 大谷美瑛 |

| #2 | 2021年1月3日 11:00 |

| 伊賀FCくノ一三重サテライト | 1 - 2          | AICシーガル広島レディース     |
| 江頭一花 8分               | 公式記録 (PDF) | 岸波美采 42分 · 板村真央 51分 |

| J-GREEN堺 S3 観客数: 60人 主審: 中市里実 |

| #3 | 2021年1月3日 11:00 |

| SolfioreFC | 0 - 0          | 茨城フットボールアカデミー |
|            | 公式記録 (PDF) |                            |
|            | PK戦           |                            |
|            | 6 - 5          |                            |

| J-GREEN堺 S4 観客数: 90人 主審: 中村翔太 |

| #4 | 2021年1月3日 11:00 |

| INAC神戸レオンチーナ | 0 - 2          | ノジマステラ神奈川相模原ドゥーエ |
|                      | 公式記録 (PDF) | 當麻恵美 21分 · 笹井一愛 40+1分  |

| J-GREEN堺 S5 観客数: 200人 主審: 小久保遼 |

| #5 | 2021年1月3日 13:30 |

| ジェフユナイテッド市原・千葉レディースU-18 | 3 - 0          | 北海道リラ・コンサドーレ |
| 岩下楓 10分 · 三木瑞葵 35分 · 80+1分 (OG)  | 公式記録 (PDF) |                          |

| J-GREEN堺 S2 観客数: 50人 主審: 関根和佳奈 |

| #6 | 2021年1月3日 13:30 |

| 大分トリニータレディース | 0 - 3          | アルビレックス新潟レディースU-18              |
|                          | 公式記録 (PDF) | 堀内香歩 48分 · 阿部文音 50分 · 坂井瑠南 52分 |

| J-GREEN堺 S3 観客数: 40人 主審: 梶山芙紗子 |

| #7 | 2021年1月3日 13:30 |

| 日テレ・東京ヴェルディメニーナ                                                            | 9 - 0          | ANCLASノーヴァ |
| 山本柚月 7分, 9分, 39分 · 土方麻椰 11分, 29分, 64分 · 樋渡百花 24分, 44分 · 柏村菜那 50分 | 公式記録 (PDF) |                |

| J-GREEN堺 S4 観客数: 50人 主審: 井口朋恵 |

| #8 | 2021年1月3日 13:30 |

| 愛媛FCレディースMIKAN | 0 - 1          | セレッソ大阪堺ガールズ |
|                       | 公式記録 (PDF) | 浜野まいか 67分        |

| J-GREEN堺 S5 観客数: 200人 主審: 萩尾麻衣子 |

### 2回戦
| #9 | 2021年1月4日 11:00 |

| 浦和レッドダイヤモンズレディースユース                                                                          | 10 - 0         | AICシーガル広島レディース |
| 﨑岡由真 3分, 31分, 40分, 75分 · 丹野凜々香 7分, 79分 · 大西若菜 21分 · 佐々木ユリア 26分 · 西尾葉音 61分, 63分 | 公式記録 (PDF) |                           |

| J-GREEN堺 S2 観客数: 60人 主審: 関根和佳奈 |

| #10 | 2021年1月4日 11:00 |

| SolfioreFC    | 1 - 3          | ノジマステラ神奈川相模原ドゥーエ |
| 高橋陽桜 53分 | 公式記録 (PDF) | 笹井一愛 48分, 52分, 59分        |

| J-GREEN堺 S5 観客数: 60人 主審: 井口朋恵 |

| #11 | 2021年1月4日 13:30 |

| ジェフユナイテッド市原・千葉レディースU-18  | 4 - 0          | アルビレックス新潟レディースU-18 |
| 高梨夕花 18分, 27分, 41分 · 三木瑞葵 80+1分 | 公式記録 (PDF) |                                  |

| J-GREEN堺 S2 観客数: 40人 主審: 萩尾麻衣子 |

| #12 | 2021年1月4日 13:30 |

| 日テレ・東京ヴェルディメニーナ                                      | 5 - 0          | セレッソ大阪堺ガールズ |
| 土方麻椰 19分 · 山本柚月 47分, 56分 · 松永未夢 54分 · 樋渡百花 80分 | 公式記録 (PDF) |                        |

| J-GREEN堺 S5 観客数: 200人 主審: 梶山芙紗子 |

### 準決勝
| #13 | 2021年1月6日 11:00 |

| 浦和レッドダイヤモンズレディースユース | 2 - 0          | ノジマステラ神奈川相模原ドゥーエ |
| 島田芽依 45分 · 西尾葉音 90分          | 公式記録 (PDF) |                                  |

| J-GREEN堺 S1 観客数: 120人 主審: 萩尾麻衣子 |

| #14 | 2021年1月6日 13:30 |

| ジェフユナイテッド市原・千葉レディースU-18 | 0 - 1          | 日テレ・東京ヴェルディメニーナ |
|                                            | 公式記録 (PDF) | 岩﨑心南 86分                  |

| J-GREEN堺 S 観客数: 90人 主審: 中野卓 |

### 決勝
| #15 | 2021年1月7日 11:00 |

| 浦和レッドダイヤモンズレディースユース | 2 - 3 (延長)   | 日テレ・東京ヴェルディメニーナ         |
| 島田芽依 45分 · 西尾葉音 78分          | 公式記録 (PDF) | 山本柚月 57分, 73分 · 土方麻椰 110+1分 |

| J-GREEN堺 S 観客数: 120人 主審: 梶山芙紗子 |